# Papa (2018)
Papa ist ein amerikanisches Drama aus dem Jahr 2018 unter der Regie von Dan Israely und Emilio Roso. In dem Film spielen Robert Scott Wilson, Paul Sorvino, Daryl Hannah, Mischa Barton, Frankie Avalon, Ann-Margret, Michael Madsen und Eric Roberts mit. Die Dreharbeiten fanden 2015 in Bakersfield, Kalifornien, und Los Angeles statt.

## Handlung
Ein junger Mann, Ben Freidman, der bei wohlhabenden jüdischen Adoptiveltern in Beverly Hills aufgewachsen ist, beschließt, dass er endlich seine biologischen Eltern kennenlernen möchte. Als er vom Tod seiner leiblichen Mutter erfährt, ist er enttäuscht. Sein leiblicher Vater befindet sich derweil in einer psychiatrischen Anstalt.

## Produktion und Hintergrund
Mehrere der Darsteller haben bereits bei früheren Filmprojekten zusammengearbeitet. Daryl Hannah, Paul Sorvino und Eric Roberts spielen alle in Sicilian Vampire (2015) mit. Hannah und Michael Madsen traten zuvor gemeinsam für ihre Rollen in Quentin Tarantinos Kill Bill: Vol. 1 (2003) und Kill Bill: Vol. 2 (2004). Papa ist auch der dritte gemeinsame Auftritt von Mischa Barton und Eric Roberts auf der Leinwand. Zuvor waren sie gemeinsam in Starcrossed (2014) und L.A. Slasher (2015) zu sehen.